# Aburria
Az Aburria a madarak osztályának tyúkalakúak (Galliformes) rendjébe a hokkófélék (Cracidae) családjába tartozó nem. A nembe sorolt fajokat egyes szervezetek a Pipile nembe helyezik.

## Rendszerezésük
A nemet Heinrich Gottlieb Ludwig Reichenbach német botanikus és ornitológus írta le  1853-ban, az alábbi 5 faj tartozik ide:
- pápaszemes guán (Aburria jacutinga)
- fehérfejű guán vagy trinidadi guán (Aburria pipile)
- lebenyes guán (Aburria aburri)
- kéktorkú guán (Aburria cumanensis)
- vöröstorkú guán (Aburria cujubi)